# 国際スキー・スノーボード連盟
国際スキー・スノーボード連盟（こくさいスキー・スノーボードれんめい）（フランス語: Fédération internationale de ski et de snowboard）は、スキー及びスノーボードの国際競技連盟。略称はフランス語名よりFIS（フィス）。本部はスイスのドイツ語圏にあたるベルン州トゥーン区のオーバーホーフェン・アム・トゥーナジー（Oberhofen am Thunersee）におかれている。旧称国際スキー連盟（こくさいスキーれんめい）。
2022年5月26日にミラノ（ イタリア）にて開催した第53回連盟総会に於いて連盟の名称について討議を行い、「スノーボード」を追加した「国際スキー・スノーボード連盟」と改めることを決議した（略称はこれまで通り "FIS" が引き続き使用される）。

## 歴史
1924年にフランスのシャモニーにて14ヵ国の代表で創立。
2013年現在では111ヵ国の各国スキー連盟が所属している。
日本では全日本スキー連盟（SAJ）が1926年に加盟した。
2022年5月より名称を「国際スキー・スノーボード連盟」と改めた。

## 管轄の分野
連盟は下記のスキー・スノーボード競技の分野（種別）を認定し、ワールドカップや世界選手権の開催を統括している。
- アルペンスキー
- ノルディックスキー
  - スキージャンプ
  - クロスカントリースキー
  - ノルディック複合
- テレマークスキー
- フリースタイルスキー
- スノーボード
- スピードスキー
- グラススキー (en)

オリンピック・ムーブメントにおいて、スキーの中でも、バイアスロンについては国際バイアスロン連合（IBU）、山岳スキーについては国際山岳スキー連盟 (ISMF) が独自に存在し、FISの管轄に属しない。

## 主な主催大会
スキー競技ではワールドカップ、世界選手権、冬季オリンピックが世界の頂点を決める三大大会とされている。ワールドカップと世界選手権はFISの主催であるが、オリンピックのみは国際オリンピック委員会の主催となる。一方、スノーボード競技とフリースタイルスキーの一部競技ではワールドカップなどよりもアメリカ合衆国の賞金レースXゲームズの方がレベルが高いとされ、Xゲームズで活躍するワールドカップポイントの低い選手が、オリンピックで金メダルを獲ることもある。

### FISワールドカップ
FISワールドカップ（FIS World Cup）は、毎年開催されるFIS主催の世界大会である。毎年9-12月から3月にかけて、以下に示す各種目ごとに約10-20試合を転戦する。各試合の上位者にはポイントが付与され、シーズン総合で最も多くのポイントを得た選手が年間総合優勝となる。また、オリンピックの中間年に4年に1度、全ての競技が集まるグランドファイナルが開催される。
- アルペンスキー・ワールドカップ
- スキージャンプ・ワールドカップ
- クロスカントリースキー・ワールドカップ
- ノルディック複合・ワールドカップ
- フリースタイルスキー・ワールドカップ
- スノーボード・ワールドカップ

### 世界選手権
FIS世界選手権（FIS World ski championship）は2年に一度、奇数年に開催されるFIS主催の世界大会である。
- アルペンスキー世界選手権
- ノルディックスキー世界選手権
- フリースタイルスキー世界選手権
- スノーボード世界選手権

## 歴代会長一覧
| 在任期間  | 氏名                       | 出身国       |
| --------- | -------------------------- | ------------ |
| 1924–1934 | Ivar Holmquist             | スウェーデン |
| 1934–1951 | Nicolai Ramm Østgård       | ノルウェー   |
| 1951–1998 | マーク・ホドラー           | スイス       |
| 1998-2021 | ジャン・フランコ・カスペル | スイス       |
| 2021-     | Johan Eliasch              | スウェーデン |